# Schlossbrauerei Stein

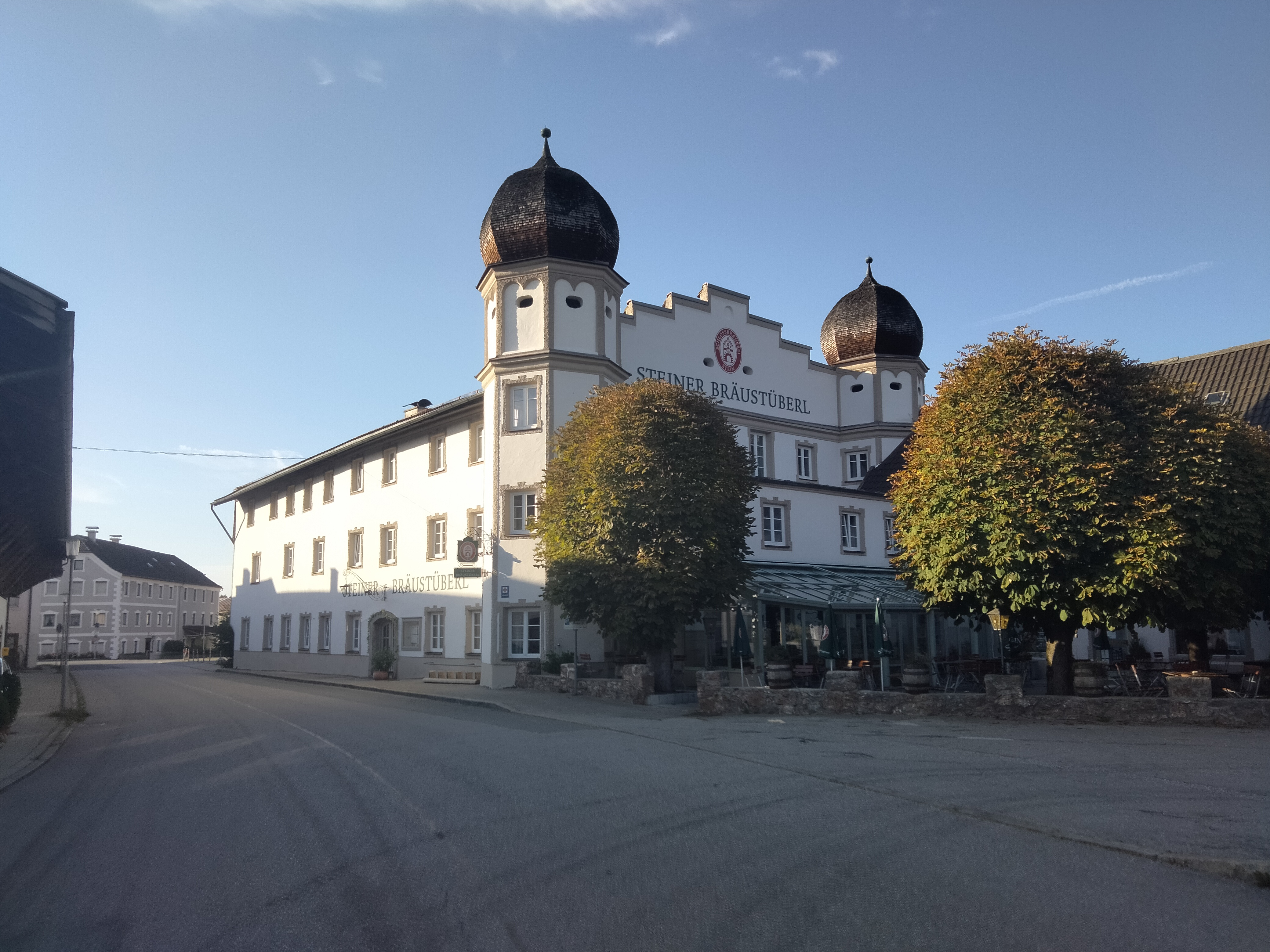
Brauhaus der Schlossbrauerei Stein, Steiner Bräustüberl

Die Schlossbrauerei Stein Wiskott GmbH & Co. KG, kurz: Schlossbrauerei Stein, ist eine seit über 500 Jahren bestehende Bierbrauerei im Stadtteil Stein an der Traun von Traunreut im Chiemgau, Oberbayern. Sie hatte im Jahr 2010 einen Ausstoß von ca. 60.000 Hektolitern Bier und ca. 20.000 Hektolitern an alkoholfreien Getränken.

## Geschichte
Am 1. Mai 1489 wird erstmals ein Wirt in Stein an der Traun in der damaligen Toerringschen Hofmark Stein urkundlich erwähnt, ein „Kellner zum Stain“ namens Hanns Federl in einer Urkunde des Klosters Baumburg bereits am 25. Juli 1408. Die sogenannte Steiner Taferne befand sich auf dem Burgareal. Bei der Erneuerung der Braukonzession belegten Zeugen, dass bereits Seifried IV. von Toerring zu Stein braute, der den Besitz nach 1476 erbte und 1521 starb. Da die ursprüngliche Konzessionsurkunde für das Braurecht verlorengegangen ist, wird in der Chronik der Brauerei ersatzweise auf den 1. Mai 1489 als erstes fassbares Datum für die Existenz der Brauerei verwiesen. 2014 feierte die Schlossbrauerei Stein deshalb ihre seit mindestens 525 Jahren bestehende Existenz.
Nachdem die Familie Toerring in der Hofmark Stein einige Jahrhunderte lang von ihrem Braurecht Gebrauch gemacht hatte, übernahm 1596 der Urenkel Ladislaus Freiherr Toerring zu Stein (1566–1638) die Hofmark und errichtete sowohl ein neues Brauhaus als auch ein neues Wirtshaus mit zwei Türmen, die noch auf dem heutigen Gasthof Zur Post erhalten sind. 1662 wurde die Hofmark Stein an Carl Graf Fugger von Pfirt veräußert, der jedoch noch im gleichen Jahr starb. So kam der Besitz an dessen Tochter Maria Johanna Gräfin von Thurn und Taxis und durch Einheirat an den Schwiegersohn Albrecht Wilhelm Freiherr von Lösch. Ihnen wurden auch die auswärtigen Wirtshäuser in Altenham, Engelsberg, Kienberg und Schnaitsee zugesprochen. 1829 verkauften die Grafen Lösch den Besitz an Maximilian Joseph Freiherr von Käser, der ihn bereits 1835 an Martin Carl von Kraft veräußerte. Letzterer führte 1840 umfangreiche Baumaßnahmen durch. Um diese Zeit galt die Schlossbrauerei Stein als die bedeutendste oberbayerische Brauerei außerhalb Münchens.
Nach dem Tod v. Krafts verkaufte dessen Sohn 1845 den Besitz an die Witwe des Kaisers von Brasilien, Amélie von Leuchtenberg, Herzogin von Braganza, geborene Prinzessin von Leuchtenberg. Sie und ihr Neffe, der Zarenenkel Nikolaus Herzog von Leuchtenberg, Fürst Romanowsky, der 1873 den Besitz erbte, veranstalteten in Schloss Stein rauschende Feste und glanzvolle Bälle. Ihm verdankt Schloss Stein auch sein heutiges architektonisches Erscheinungsbild im englischen Neu-Tudorstil. Nach seinem frühen Tod 1891 kam der Besitz an seine beiden Söhne, Nikolaus (1868–1926) und Georg (1872–1929). Diese verkauften Stein 1892 an Josef Graf von Arco-Zinneberg auf Maxlrain. In diese Zeit fiel auch der Neubau der Brauerei in ihrer heutigen Gestalt.
Als Graf Arco-Zinneberg 1924 verstorben war, hinterließ er seinem noch unmündigen ältesten Sohn Maximilian einen hoch verschuldeten Besitz. Der Erbe beauftragte 1928 die Augsburger Maklerfirma Rieger & Konrad mit der Liquidierung, wobei ein Mindestverkaufserlös in Höhe von ca. 4,5 Millionen Reichsmark vereinbart wurde. Die Makler verkauften u. a. 36 ha Grund an die Gemeinde Stein an der Traun, 106 ha an die Stadt Traunstein und 60 ha an die Stadt Trostberg sowie Gasthäuser in Ruhpolding, Traunstein und Trostberg. Den verbleibenden Besitz, darunter Schloss und Brauerei Stein, erwarben im Frühjahr 1929 Josef Rieger und sein Schwager Franz Konrad ohne Eigenkapital. Durch weitere Verkäufe war der Bestand an Grundstücken und Immobilien bis 1930 auf 6 % geschrumpft.
Im Jahr 1930 gründeten Rieger und Konrad mit mehrfachem Betrug die Schlossbrauerei Stein a. d. Traun AG mit einem Grundkapital von 800.000 RM. Sie verkauften Aktien im Wert von 300.000 RM an den jüdischen Kaufmann David Cramer in Frankfurt am Main, der 1933 die Hälfte seiner Anteile an eine Frankfurter Firma veräußerte. Bald geriet die Brauerei in eine finanzielle Schieflage, da ihre Besitzer Rieger und Konrad die Bankzinsen nicht mehr bezahlen konnten, und 1933 wurde die Zwangsversteigerung angeordnet. Am 12. März 1934 ersteigerte ein aus Max Wiskott, dessen Frau Ilse, geb. Wilcke, gesch. Ziegler, und dem Schweizer Otto Conix bestehendes Konsortium das Aktienpaket zum Preis von 50.000 RM. In der Folgezeit investierte das Konsortium über 300.000 RM in die Sanierung der verwahrlosten Brauerei. Im Dezember 1937 schlossen die drei Inhaber einen Kommanditvertrag, wodurch die Aktiengesellschaft in die Firma Schlossbrauerei Stein Wiskott KG umgewandelt wurde.
Nach dem Zweiten Weltkrieg war die Schlossbrauerei Stein 1945 schuldenfrei. In der Folgezeit wurde ihre Geschäftsform aus steuerrechtlichen Gründen in eine GmbH & Co. KG umgewandelt, und sie firmiert seither unter dem Firmennamen Schlossbrauerei Stein Wiskott GmbH & Co. KG.

## Sonstiges
In der Abfüllanlage der Brauerei wird auch Bier der Klosterbrauerei Baumburg abgefüllt, die über keine eigene Abfüllanlage verfügt.
Die Brauerei ist Mitglied im Brauring, einer Kooperationsgesellschaft privater Brauereien aus Deutschland, Österreich und der Schweiz.